# Òscar Pujol Riembau
Òscar Pujol Riembau (Arbós, 1959) es un doctor en Filosofía y Filología Sánscrita por la Universidad Hindú de Benarés. Ha publicado más de 15 libros y es autor del Diccionari sànscrit-català. Participó en la creación de Casa Asia (2002-2007) como Director de Programas Educativos. En su trayectoria en el Instituto Cervantes creó y dirigió el Instituto Cervantes de Nueva Delhi (2007-2012). Fue director de la sede en Río de Janeiro. Actualmente es el director de la sede en Nueva Delhi, India. 

## Biografía
Después de un primer viaje en 1979 se despertó su interés por las lenguas y la cultura de la India, país donde ha vivido veintidós años y en el que nació su hijo Vasant Pujol.
En 1986 obtuvo una de las becas del programa de intercambio España-India y se trasladó, junto a su esposa Mercè Escrich, a la Banaras Hindu University (Benarés), donde cursó los estudios de diploma en hindi y de licenciatura y doctorado en filosofía y filología sánscrita por la misma universidad (1999), con la tesis doctoral The Samarthapada of the Tantrapradipa, alternando simultáneamente los estudios universitarios y la lectura analítica de textos sánscritos con eruditos. 
En 1993 inició los estudios de lengua española, como profesor, en el Departamento de Lenguas Extranjeras de la Banaras Hindu University (1993-2002), contando con el apoyo de la Embajada de España en Nueva Delhi.
Ha sido profesor visitante de la Universidad de las Islas Baleares y de otras universidades tanto españolas como extranjeras. Ha facilitado numerosos contactos entre instituciones españolas e índias, para la consecución y firma de acuerdos de colaboración culturales y académicos.

## Condecoraciones y premios
- Encomienda de la Orden de Isabel la Católica (julio de 2013).
- Encomienda de la Orden del Mérito Civil (julio de 2010).

### Otras publicaciones
- Los cincuenta poemas del amor furtivo (1989)
- El nacimiento del hombre poesía (1991)
- Chandogya, Kena, Taittiriya (1992)
- Savitri. Un episodio del Mahabhárata (1.ª ed.1998, 2.ª ed.2010)
- Rasa: el placer estético en la tradición india (1.ª ed.1999, 2.ª ed.2006)
- Himno a la Tierra (2001)
- El árbol de la vida: La naturaleza en el arte y las tradiciones de la India (2001)
- La sabiduría del bosque. Antología de las principales upanisads (2003)
- Las palabras del silencio: El lenguaje de la ausencia en las distintas tradiciones místicas (2006)
- Patañjali - Spinoza (2009)
- El Laberinto del Amor (2011)
- La ilusión fecunda. El pensamiento de Samkara (2015)
- Yogasūtra. Los aforismos del Yoga (2015). Traducido también al catalàn.[5]
- La Bhagavad-Gita (2017, artículo - Universidad Nacional Autónoma de México)

Ha editado el libro Del Ganges al Mediterráneo de Rafael Argullol y Vidya Nivas Mishra, un diálogo entre las culturas de India y Europa. Es editor adjunto del boletín semestral de investigación Purana, publicado por el Departamento de Estudios Puránicos del All India Kashiraj Trust de Ramnagar.